# Bahía Pingüino (isla Seymour)
La bahía Pingüino (según Argentina) o fondeadero Pingüino (según Chile) es una bahía ubicada en la costa este de la isla Marambio/Seymour, del grupo de la isla James Ross, Antártida. Se encuentra al norte de la punta Pingüino.

## Características
Fue nombrada Pinguinbuchten referencia a la gran colonia de pingüinos observada allí por la Expedición Antártica Sueca de Otto Nordenskjöld en 1904. En 1952, el British Antarctic Survey, tras cartografiarlo, reemplazó el término Bay (bahía) por Bight (ancón), considerándolo más adecuado por la forma de su costa. En castellano se tradujo a bahía en Argentina y fondeadero en Chile.
Es un fondeadero natural, donde se puede anclar a unos dos kilómetros de la costa. Ha sido utilizado por la Armada Argentina durante las campañas antárticas argentinas.

## Sitio y monumento histórico
En la costa de la bahía se encuentra el Sitio y Monumento Histórico número 60 «Mojón de la Corbeta Uruguay», que consiste en una placa y mojón de madera.
El mojón, construido por la expedición sueca de Nordenskjöld, estaba unido a un poste de madera de cuatro metros de altura (actualmente solo tiene 44 centímetros), cables de tensión y una bandera. El mismo señalaba la ubicación de un depósito abastecido con alimentos, y que contaba con notas y cartas guardadas en botellas. La placa de madera fue instalada el 10 de noviembre de 1903 por la tripulación de la corbeta argentina ARA Uruguay en el lugar en el cual rescataron a los miembros de dicha expedición. Posteriormente, Argentina colocó un segundo mojón de piedras en enero de 1990. El sitio y monumento histórico está administrado por Argentina y Suecia.

## Reclamaciones territoriales
Argentina incluye a la bahía en el departamento Antártida Argentina dentro de la provincia de Tierra del Fuego, Antártida e Islas del Atlántico Sur; para Chile forma parte de la comuna Antártica de la provincia Antártica Chilena dentro de la Región de Magallanes y de la Antártica Chilena; y para el Reino Unido integra el Territorio Antártico Británico. Las tres reclamaciones están sujetas a las disposiciones del Tratado Antártico.
Nomenclatura de los países reclamantes: 
- Argentina: bahía Pingüino[2]
- Chile: fondeadero Pingüino[3]
- Reino Unido: Penguin Bight[2]